# 4583 Lugo
4583 Lugo (1989 RL4) là một tiểu hành tinh vành đai chính được phát hiện ngày 1 tháng 9 năm 1989 bởi the Bulgarian National Observatory ở Smolyan.